# Dominic Fritz
Dominic Samuel Fritz (Lörrach, 28 dicembre 1983) è un politico tedesco, sindaco di Timișoara dal 30 ottobre 2020 e presidente dell'Unione Salvate la Romania nel 2024 e, ad interim dal 5 maggio 2025.

## Biografia
È nato il 28 dicembre 1983 a Lörrach, nel land del Baden-Württemberg in Germania Ovest, come terzo di otto figli di due insegnanti. Cresciuto a Görwihl, ha svolto un anno all'estero negli Stati Uniti d'America nel 1999 grazie ad una borsa di studio da parte del Bundestag e ha ottenuto il suo Abitur presso il collegio gesuita di St. Blasien nel 2003; nello stesso anno si è recato per la prima volta a Timișoara come volontario coi Corpi Volontari Gesuiti (JVC), lavorando in un centro per bambini gestito dal sacerdote salvatoriano Berno Rupp. Da allora è rimasto particolarmente legato alla città romena, visitandola diverse volte fino a quando non vi ha acquistato nel 2015 un appartamento nel distretto di Iosefin.
Tra il 2004 e il 2008 ha studiato scienze politiche e amministrative presso l'Università di Costanza, grazie ad una borsa di studio della Studienstiftung, laureandosi con una tesi sulle politiche sociali in Romania, e nel 2009 ha conseguito un master presso l'Università di York nel 2009.
Trasferitosi stabilmente a Timișoara nel 2019, si è unito all'Unione Salvate la Romania (USR), lanciata nel 2015 dal deputato e futuro sindaco di Bucarest poi Presidente della Repubblica Nicușor Dan. Presentato come candidato dell'Alleanza 2020 USR PLUS alle elezioni locali del 2020 come sindaco di Timișoara, è riuscito a vincere col 53,25% dei voti contro il sindaco uscente Nicolae Robu, candidato del Partito Nazionale Liberale. Il suo insediamento come sindaco, avvenuto il 30 ottobre 2020, è stato ritardato da tre ricorsi, poi rigettati, presentati poiché non ha acquisito la cittadinanza rumena; secondo l'articolo 5 della legge n° 115 del 19 maggio 2015 i cittadini europei possono liberamente candidarsi ed essere eletti qualora risiedano stabilmente nella città in cui sono candidati (articolo 4). Alle successive elezioni locali del 2024 è stato rieletto col 49,7% dei voti.